# Звук грому (Дискавері)

## Про епізод
Звук грому — двадцятий епізод американського телевізійного серіалу «Зоряний шлях: Дискавері» та шостий в другому сезоні. Епізод був написаний Бо Йон Кімом та Ерікою Ліппольдт, а режисував Дуглас Аарніокоскі. Перший показ відбувся 21 лютого 2019 року. Українською мовою озвучено студією «ДніпроФільм».

## Зміст
Сару згадує про свою Батьківщину — планету Камінар — та розмірковує щодо неправдивості життєвих переконань усього їхнього виду. Він відвідує медлаб, де видужує Гаг Калбер. Лікарка в меджабі повідомляє Сару — він буде майже цілком позбавлений попередніх відчуттів страху. Сару передчуває — в швидкому часі він знайде нові цілі.
Тайлер на нараді в присутності Майкл пояснює Пайку — відділ 31 вважає Червоного Ангела ворогом, оскільки підказки від нього привели до місць двох катастроф. Наступний загадковий сигнал приводить «Дискавері» до рідного світу Сару планети Камінар.
«Дискавері» виходить із варпу над Камінаром, Сару пояснює офіцерам про життя на планеті. Майкл повідомляє — ба'улу 20 років тому винайшли варп-двигун. Сару додає — повідомлення, згідно із яким корабель «Архімед» вийшов на контакт із керівництвом Камінару, відіслав він. Сару викрав технологію ба'улу, і це повідомлення отримала тоді ще лейтенантка «Архімеда» Джорджі. Вона здійснила посадку на Камінарі й забрала Сару. Пайк наполягає на спробі контакту із ба'улу — хоч би заради ввічливості.
«Дискавері» виходить із гіперпростору. Сару повідомляє Пайку як зв'язатися із ба'улу; Еш нагадує капітану про Першу директиву. Пайк керівником експедиційної групи призначає Майкл; Сару жорстко і з погрозами сперечається із капітаном. Майкла знаходить лазівку, як ввести Сару до десантної групи.
Бернем і Сару десантуються на поверхні Камінару — біля «Всевидячого ока» ба'улу його поселення. Біля поселення Сару стрічає жрицю — і впізнає сестру Сарану. Сару повідомляє — він мріяв знайти себе серед зірок — і вказує на Бернем. Саранна зачарована можливістю безконфліктного проживання сотень тисяч видів в космосі. Саранна запрошує Майкл випити чаю; під час чаювання сестра повідомляє Сару — батько був викликаний ба'улу та помер згідно генетичного поклику. Бернем повідомляє Саранні причину іх прильоту — вони шукають Червоного Ангела; Жриця називає Вогняним знаком, і каже що бачила його. Їх появу виявляють ба'улу. «Всевидяче око» активується; «Дискавері» забираю експедиційну групу.
Ба'улу зв'язуються із «Дискавері» й вимагають від Пайка здати їм Сару, оскільки Зоряний флот погодився не вступати в конфлікт між двома видами. Пайк відмовляється, але Сару не витримує і встряє у спілкування. 10 кораблів ба'улу летять напереріз «Дискавері». Ба'улу активують пілони знищення в селищі Сару. Пайк наказує гнівному Сару покинути місток. «Дискавері» готується до відбиття нападу. Сару приймає вольове рішення — і Майкл розуміючи його логіку дозволяє транспортуватися на Камінар. Кораблі ба'улу відлітають від «Дискавері».
Тіллі за допомоги Ейріам й Майкл працює щоби перебрати інформацію Сфери про Камінар: вони дізнаються, що келпійці колись були домінуючим видом Камінара. Ба'улу до ізоляції Сару переміщують його сестру; жриця повідомляє — в ніч його зникнення вона бачила Сяючі небеса. Дрони ба'улу прилітають до камери та ув'язнюють Сару на стіні.
Ейріам Иайкл і Тіллі дізнаються — келпійці понад 2000 років тому майже знищили ба'улу — і Сару для них хижак. Його рід майже викорінив ба'улу, причому останні вижили лише завдяки своїй передовій технології відбирати келпійців, перш ніж вони втратять ганглії загрози. Після цього дрони ба'улу намагаються знищити брата і сестру; Сару зусиллям волі виривається із оков і ліквідує дрон. Ще два дрони він ліквідує вже без видимих зусиль і звільняє сестру.
Сару з допомогою технологій ба'улу зв'язуються з «Дискавері». Після важкої наради Пайк використовує технологію ба'улу для запуску Вахар'ай у всіх келпійців, сподіваючись, що обидва види можуть натомість працювати над мирним рішенням — як тільки келпйці звільняться, і дізнаватися правду про своє минуле від сестри Сару жриці Сіранни.
В цьому часі з моря виринає 50-кілометрова фортеця ба'улу. Ба'улу намагаються помститися за дії Зоряного Флоту, прагнучи здійснити винищення келпійців. Не зважаючи на засторогу Пайка, ба'улу активують 4000 пілонів для знищення усіх келпійських поселень. «Дискавері» готує фотонні торпеди.
«Дискавері» стріляє в щити ба'улу. Але зупиняє їх Червоний Ангел, якого Сару розпізнає як гуманоїда, одягненого в високодосконалий костюм.
Народ Сару вперше за кілька тисячоліть виходить зовні без ганглій смерті. Саранна спостерігає Камінар з борту «Дискавері». Сару передає сестрі свою віру в успіх довгої дороги налагодження мирного співіснування двох видів на Камінарі. Майкл вирішує дещо з'ясувати на Вулкані.
Можливо, відчуваючи себе недостатньо живим, ти зможеш навчитися жити більш повним життям

## Сприйняття та відгуки
Станом на квітень 2021 року на сайті «IMDb» серія отримала 7.6 бала підтримки з можливих 10 при 3110 голосах користувачів. На «Rotten Tomatoes» 91 % схвалення при відгуках 11 експертів. Резюме виглядає так: «Автори „Дискавері“ ефективно посилаються на тривожні колоніалістичні оповідання в епізоді, щоб надати глядачам більш тісне, аж до входження у внутрішній світ, розуміння історії народу Сару та Ба'ул».
Оглядач «IGN» Скотт Коллура зазначав: «„Зоряний шлях: Дискавері“ повертається із переконливим епізодом, який заповнює багато невідомих точок стосовно походження Сару, одночасно штовхаючи його людей до нової ери. Історія „Червоного ангела“ також дещо легше рухалася — із дратівливим натяком на подорож у часі, і все це було завершено в класичну метафору „Треку“. Але все-таки відсутність Спока продовжує робити глядача дещо обдуреним».
В огляді Раяна Брітта для «Den of Geek» зазначено: «Епізод залишив у мене стільки цікавих питань, якими я дуже емоційно зайнятий. Що станеться із Сару та рештою пост-вахар'ай Келпійців? Що означає жити без страху? Чи повинен був „Дискавері“ втручатися так інтенсивно? Яка мета Червоного Ангела? Ми вже зустрічали Червоного Ангела? І, головне, чому на цьому кораблі немає в 10 разів більше радників?».
Деррен Френіч в огляді для «Entertainment Weekly» зазначав: «Мені подобається епізод з однієї простої причини: Ейріам. Ейріам, мабуть, є дуже ефективним офіцером щодо іноземців, місяцями перевіряючи звалища даних загинулого сфероїда. Чи може Ейріам бути Червоним Ангелом?»

## Знімались
- Сонеква Мартін-Грін — Майкл Бернем
- Даг Джонс — Сару
- Ентоні Репп — Пол Стамец
- Мері Вайзман — Сільвія Тіллі
- Шазад Латіф — Еш Тайлер
- Вілсон Круз — Гаг Калбер
- Енсон Маунт — Крістофер Пайк
- Хав'єр Ботет — Ба'улу
- Ганна Чізман — лейтенантка Ейріам
- Емілі Коуттс — Кейла Делмер
- Патрік Квок-Чун — Ріс
- Ойін Оладейо — Джоан Овосекун
- Ронні Роу — лейтенант Брайс
- Ганна Спір — Сіранна
- Марк Пеллінгтон — другий Ба'улу (голос)
- Рейвен Дауда — Трейсі Поллард
- Девід Бенджамін Томлінсон — Лінус